# Episodi di In casa Lawrence (quinta stagione)
La quinta stagione della serie televisiva In casa Lawrence è stata trasmessa in anteprima negli Stati Uniti d'America dalla ABC tra il 20 novembre 1979 e il 25 giugno 1980.
| nº | Titolo originale      | Titolo italiano | Prima TV USA     | Prima TV Italia |
| -- | --------------------- | --------------- | ---------------- | --------------- |
| 1  | Thanksgiving          |                 | 20 novembre 1979 |                 |
| 2  | 'Tis the Season       |                 | 24 dicembre 1979 |                 |
| 3  | Jack of Hearts        |                 | 14 gennaio 1980  |                 |
| 4  | When the Bough Breaks |                 | 21 gennaio 1980  |                 |
| 5  | Hard Times            |                 | 28 gennaio 1980  |                 |
| 6  | Whispers              |                 | 4 febbraio 1980  |                 |
| 7  | Play on Love          |                 | 3 marzo 1980     |                 |
| 8  | Daylight Serenade     |                 | 10 marzo 1980    |                 |
| 9  | Such a Fine Line      |                 | 17 marzo 1980    |                 |
| 10 | The Ties That Bind    |                 | 4 giugno 1980    |                 |
| 11 | Just Like Old Times   |                 | 11 giugno 1980   |                 |
| 12 | Smarts                |                 | 18 giugno 1980   |                 |
| 13 | Letting Go            |                 | 25 giugno 1980   |                 |